# Ківерцівська Дача-1
Кі́верцівська да́ча-1 — заповідне урочище (лісове) в Україні. Розташоване в межах Луцького району Волинської області, на північний захід від міста Ківерці. 
Площа 6,3 га. Статус надано 1979 року на підставі рішення Волинської обласної Ради народних депутатів від 23.11.1979 № 401. Перебуває у віданні філії «Ківерцівське лісове господарство», Ківерцівське л-во, кв. 117, вид. 7. 
Статус надано для збереження частини лісового масиву з високобонітетними насадженнями віком понад 150 років. 

## Галерея

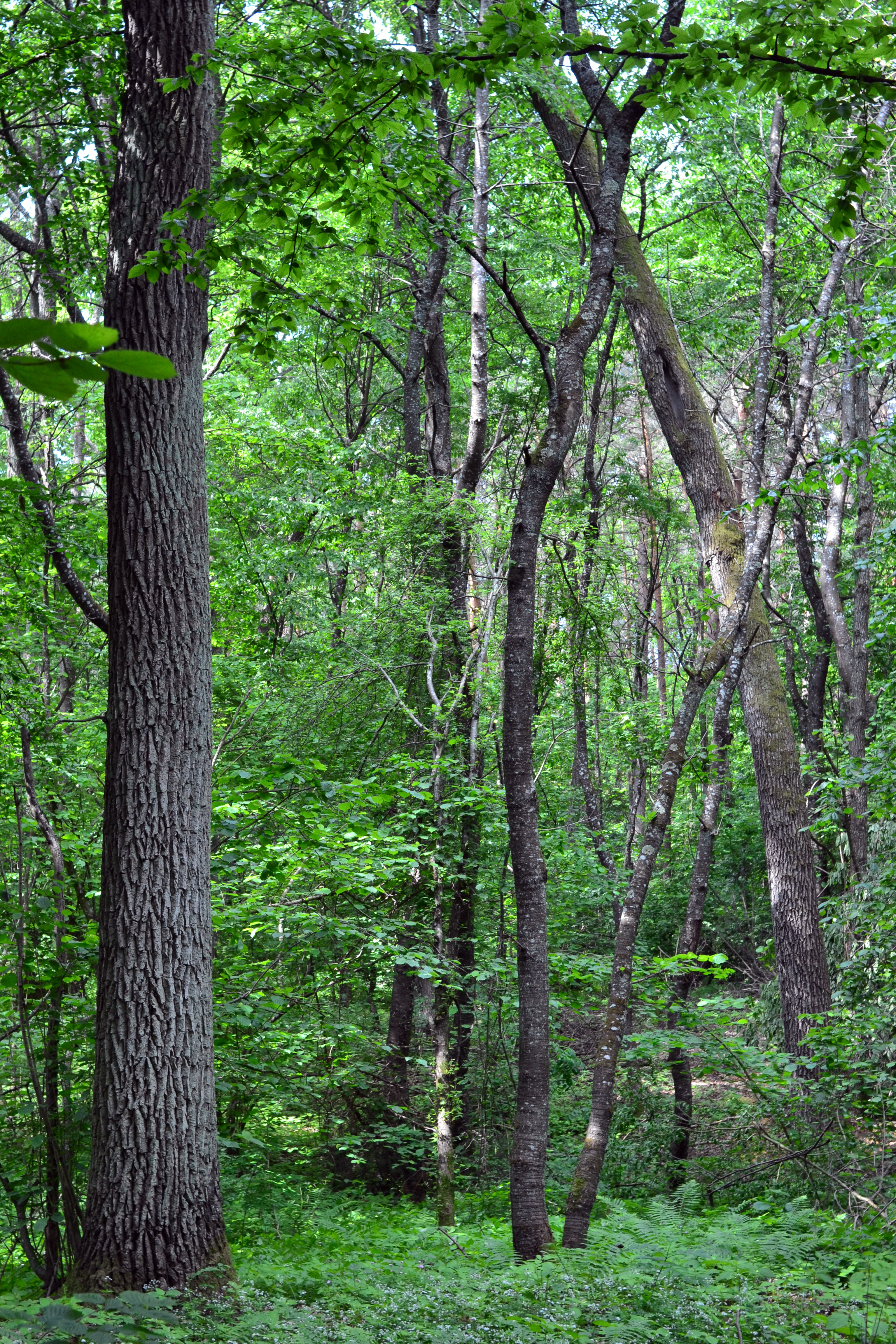
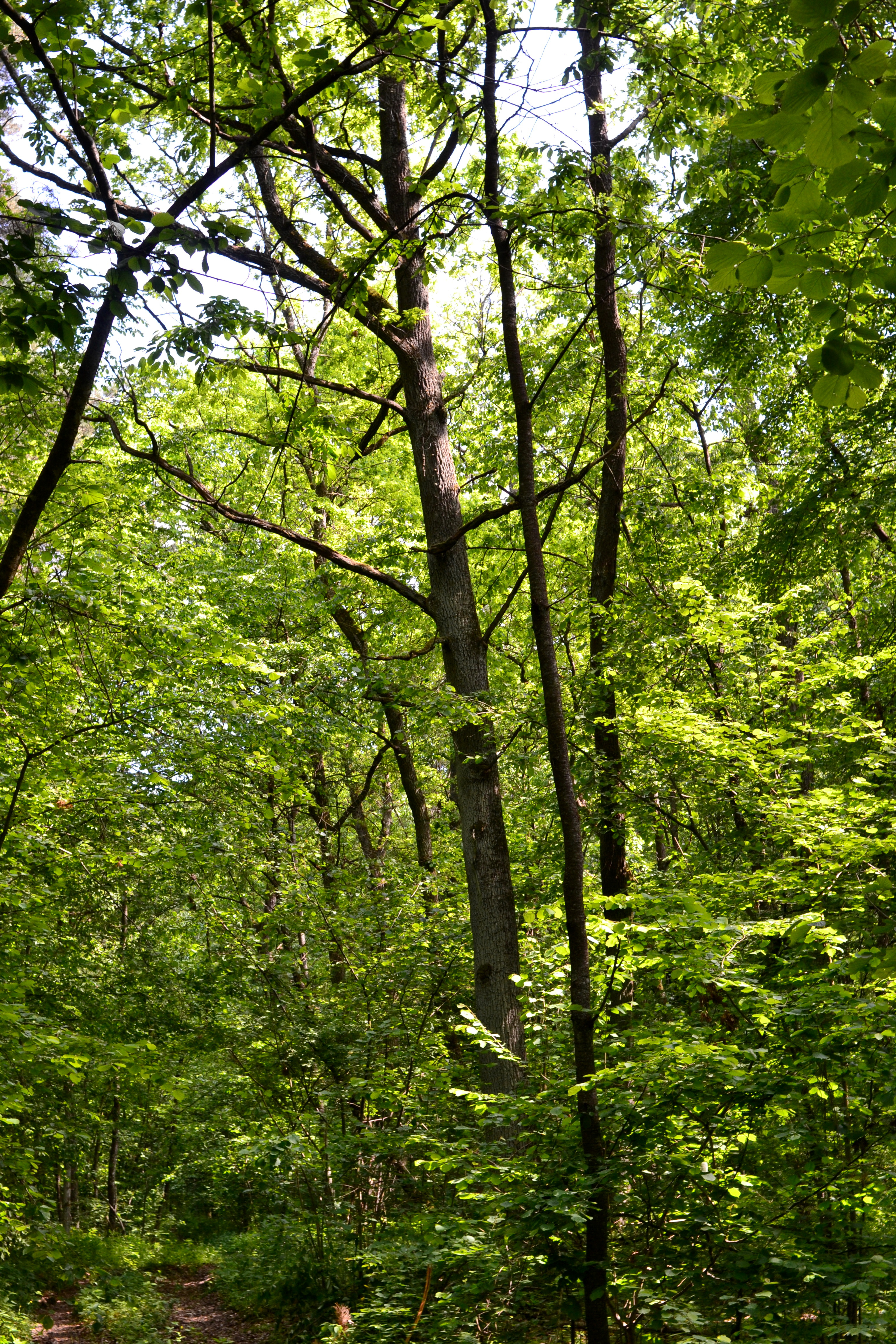